# 내털리 앨린 린드
내털리 앨린 우드(영어: Natalie Alyn Lind, 1999년 6월 21일 ~ )는 미국의 배우이다.

## 출연작 목록
| 2013-현재 | 골드버그 가족 | The Goldbergs | 데이나 콜드웰 | 16회분 출연 |
| 2015      | 고담          | Gotham        | 조연          |             |